# ۱۲۶۶ (خورشیدی)
۱۲۶۶ هزار و دویست و شصت و ششمین سال هجری خورشیدی است.

## زادگان
- ۲ تیر - رکن‌الدین مختاری، [الف] فرزند مختارالسلطنه معروف به سرپاس مختاری رئیس شهربانی دورهٔ رضا شاه و نوازندهٔ ویلن، آهنگساز و موسیقی‌دان اهل ایران بود.
- احمد احمدی (پزشک)، پزشک زندان در دوره رضا شاه پهلوی
- اسماعیل یکانی، حقوق‌دان، فعال سیاسی ، روزنامه‌نگار، ادیب و شاعر و خوشنویس معاصر که ریاست دادگاه انتظامی قضات را در دوره دودمان پهلوی بر عهده داشت.[۲]
- رضا افشار، بنیانگذار هواپیمایی تجاری در ایران، نخستین نماینده ارومیه در مجلس شورای ملی و وزیر راه ایران در زمان رضاشاه  و استاندار استان‌های گیلان، کرمان و اصفهان بود.

## درگذشتگان
1. ↑  «همگام با رضاشاه، همراه با درویش خان؛ پنجاهمین سال درگذشت رکن‌الدین مختاری». ایندیپندنت فارسی.
2. ↑  پژوهشگران معاصر ایران ج 6 ص 977]

1. ↑  رکن‌الدین مختاری به روایتی ۲۹ و به روایتی دیگر ۳۰ تیر ۱۳۵۰ درگذشت.[۱]